# 낙하산병

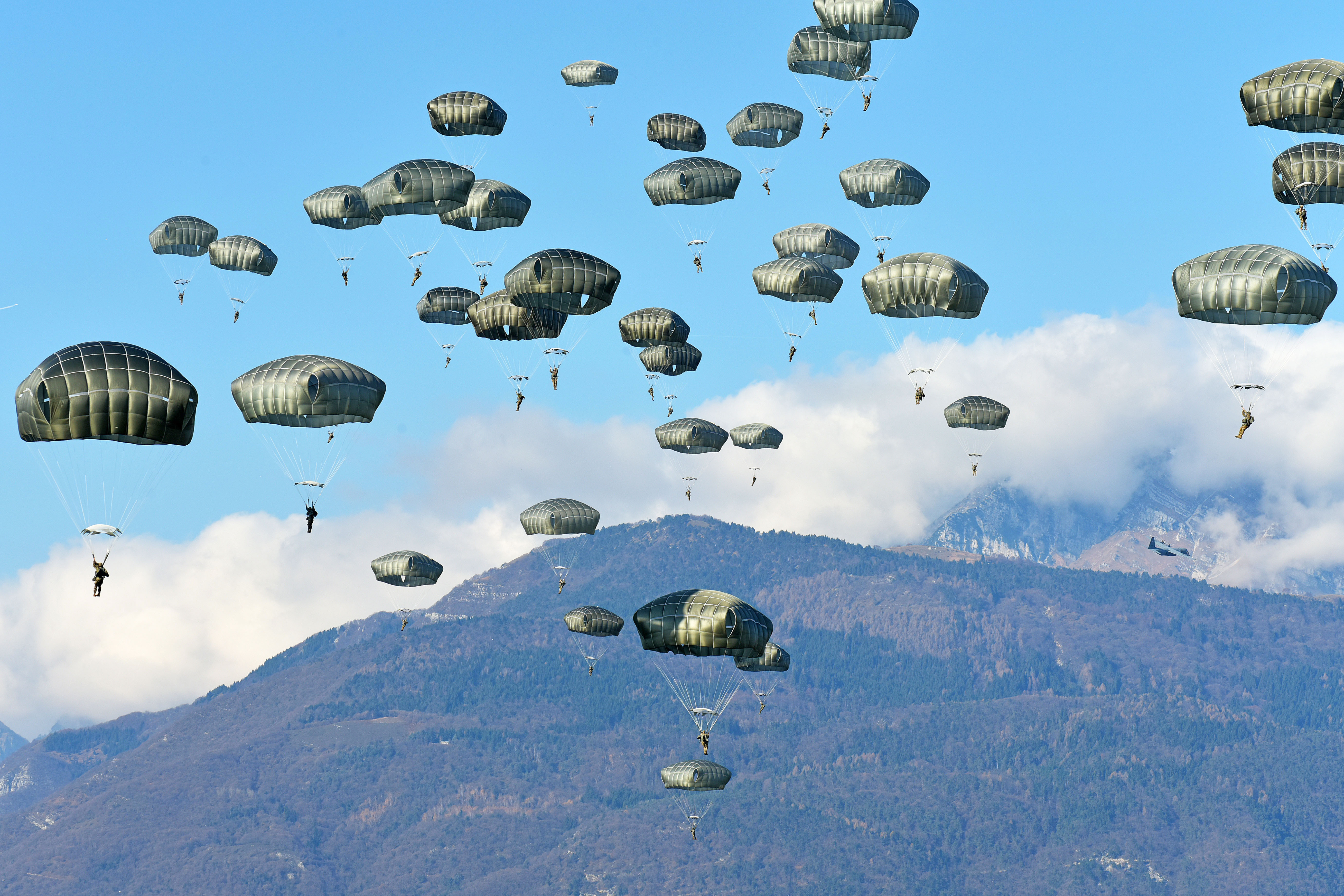
독일, 이탈리아, 미국의 낙하산병. 2019년 이탈리아에서 훈련을 하는 모습.

낙하산병(落下散兵, paratrooper)은 낙하산을 이용한 훈련을 받아 공중강하(공중낙하) 또는 공수강화(공수낙하)를 통해 투입되는 보병으로, 대개 공수부대로 편성된다. 

## 역사
낙하산병이 대량으로 운영되기 시작한 것은 제2차 세계대전 때부터였다. 낙하산병은 주로 비행장이나 교량 같은 전략목표를 장악하기 위해 투입된다.

## 개념 정리
비행기와 낙하산을 이용해 공중강하를 통해 지상에 투사되어 적군을 공격하는 군사 작전은 공수강습(空輸強襲, airborne assault)(국내에서는 '공수강습'보다는 '공수작전'이라고 칭함) 이라고 하며, 헬리콥터 등을 이용해 지상에 투사되어 적군을 공격하는 군사 작전은 공중강습(空中強襲, air assault)이라고 한다.

## 같이 보기
- 공수부대 목록
- 공수부대
- 강하조장
- 선도대
- 공중투하
- 스카이다이빙